# Somewhere over the rainbow (The Cats)
Somewhere over the rainbow is de tweede single van The Cats. The Cats waren nog niet aan een album toe en van palingsound was nog geen sprake. Het kan ingedeeld worden als close harmony. Het was in navolging van If I didn't have a dime to play the juke-box alias Juke-box een tweede cover. Somewhere over the rainbow is hun versie van de evergreen Over the Rainbow, oorspronkelijk van/voor Judy Garland.
Het singletje bevatte een primeur in de B-kant. I'm ashamed to tell is een lied geschreven door Arnold Mühren, een eerste eigen nummer dus.
Een hit voor The Cats werd Somewhere niet.